# Melitofilia

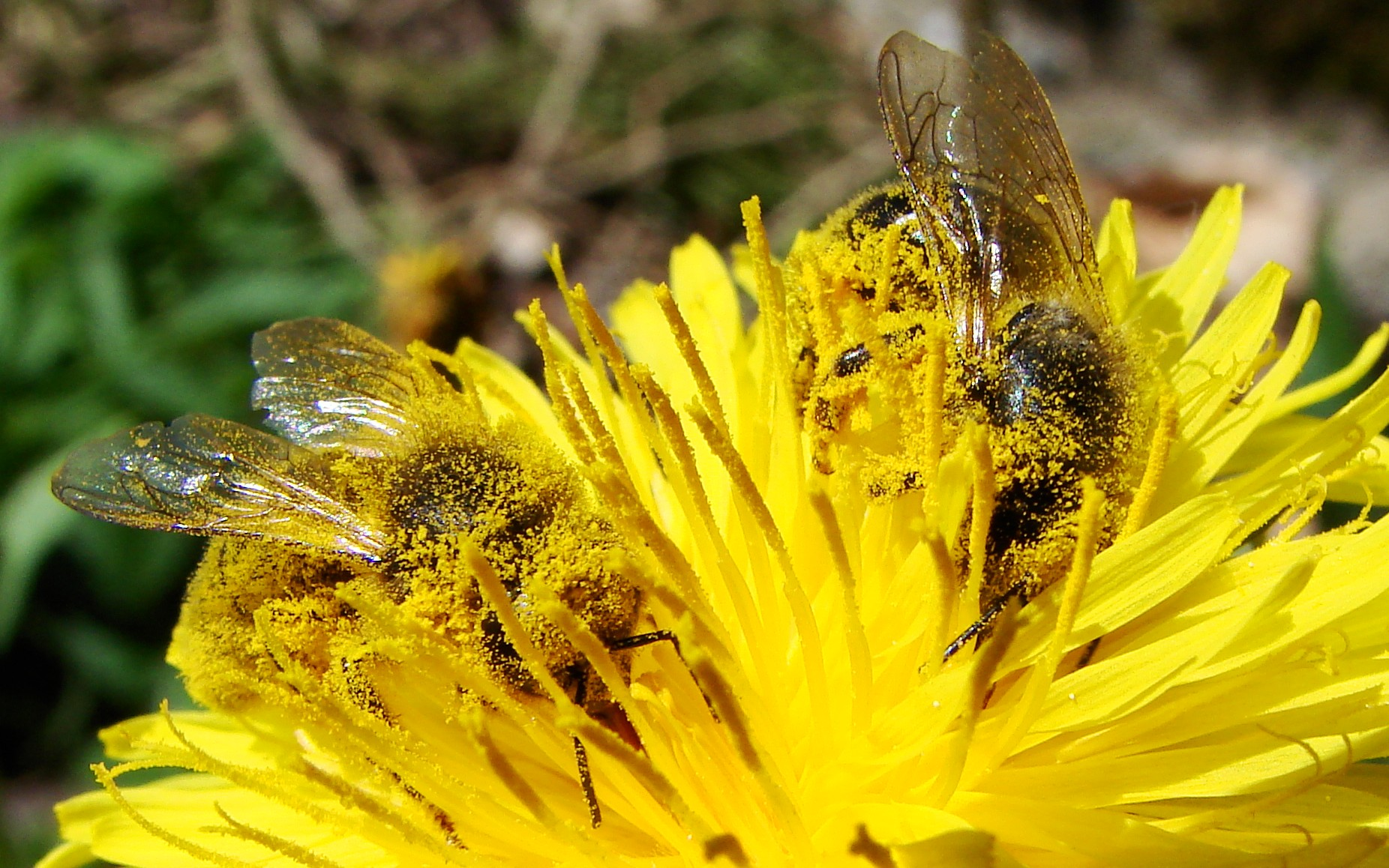
Las abejas transportan polen al libar las flores, colaborando con la polinización. En la imagen se observan dos abejas polinizando una inflorescencia de diente de león Asteraceae.

La melitofilia es un sistema o síndrome de polinización por medio del cual ciertas especies de plantas atraen a insectos himenópteros, en particular abejas y avispas, para que estos realicen la polinización. Los himenópteros tienen un aparato bucal suctor y buscan para alimentarse y para alimentar a la cría néctar y polen. 
Las flores de las especies melitófilas atraen a las abejas por medio de una combinación de formas, fragancias y colores. Así, las corolas son amariposadas (por ejemplo, las leguminosas papilionóideas como los tréboles y la alfalfa), labiadas (o sea, con los pétalos unidos en dos grupos de modo que forman dos labios, tal como en las labiadas y algunas compuestas) o con forma de fauce. Las corolas presentan superficies para que el insecto se pose y guías de néctar (tales como manchas o líneas coloraedas) que señalan la ubicación del néctar. Asimismo, este tipo de flores producen sustancias aromáticas en osmóforos que se encuentran en la corola (como por ejemplo en Citrus), en la corona (Narcissus), o en otros órganos florales.
Las abejas perciben los colores amarillo, azul y blanco. No perciben, en cambio, el color rojo puro. También son capaces de percibir los rayos ultravioleta, los cuales se hallan fuera del espectro visible para los seres humanos. Por esta razón, muchas flores que son amarillas a nuestros ojos, las abejas las perciben de un color púrpura, el cual por esa razón se denomina "púrpura de abejas".

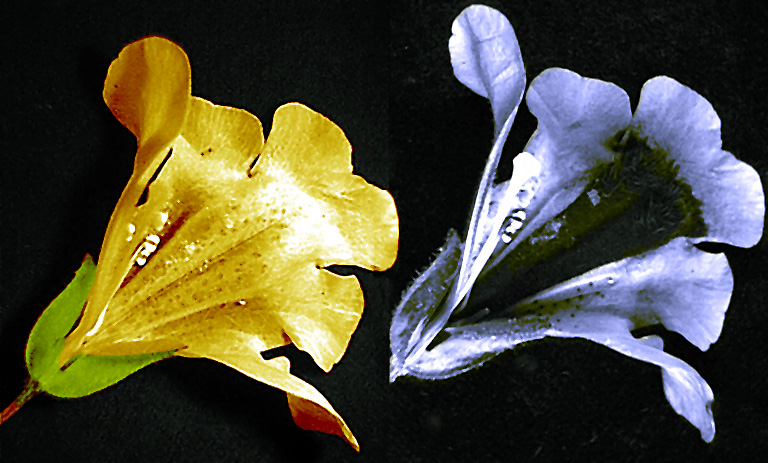
Flores de Mimulus fotografiadas bajo luz normal (izquierda) y luz ultravioleta (derecha). La imagen de la derecha muestra el "purpura de abeja" y una guía de néctar de color más oscuro sólo visible para las abejas.

Las abejas son capaces de memorizar sensaciones (color y olor) de una visita favorable, y la repiten varios días en flores de la misma especie: asocian nutrición con atributos florales, y además pueden transmitir la información a sus compañeras mediante el lenguaje por danza. 
Ciertas flores se abren gracias a la habilidad de la recolectora; sólo pueden ser polinizadas por animales con una determinada estructura corpórea. La flor de Salvia pratensis (Labiada), por ejemplo, posee dos estambres unidos a la corola, en los cuales el filamento es corto y el conectivo es largo, con 2 brazos; el brazo largo lleva la teca fértil, y el brazo corto una teca estéril convertida en una plaquita que se une con la del otro estambre. Esta plaquita, en posición normal impide el libre acceso al néctar. Al ser presionada por el polinizador, tales como abejas o abejorros del género Bombus, los extremos largos de los conectivos descienden y sus tecas fértiles, unidas entre sí, frotan el dorso del insecto depositando el polen en él. Las flores son protándricas, así en flores viejas, el estilo se alarga, y el estigma receptivo ocupa el lugar de las tecas fértiles, de modo tal que cuando Bombus visita una de ellas deja el polen en el estigma.
En ciertas especies de plantas, tales como miembros de las familias Ericaceae, Melastomataceae y de los géneros Solanum (Solanaceae) y Cassia (Fabaceae), la recolección del polen es vibrátil (Polinización por zumbido). Este tipo de polinización se lleva a cabo por abejas o abejorros (Bombus). Estos insectos se aferran a la flor y con rápidas contracciones de sus músculos para vuelo producen el zumbido característico que hace vibrar las anteras provocando la salida del polen. Las especies con este tipo polinización vibrátil comparten algunas características florales, tales como la corola en forma de bol o con pétalos reflejos, el tamaño pequeño a mediano, la frecuente falta de néctar, las anteras poricidas en vez de dehiscentes, los granos de polen pequeños o medianos, no grasos y con superficie lisa. 
La coevolución de las especies de plantas y sus polinizadores ha llegado al punto en que la flor imita a la hembra de abejas o avispas (las orquídeas Ophrys), de este modo engaña a los machos de las correspondientes especies, los que al intentar copular con la falsa hembra reciben una masa de polen llamada polinia que se aglutina a una parte específica del cuerpo del insecto. Más tarde éste deposita la polinia en otra orquídea.